# Aida Birinxhiku
Aida Birinxhiku, född 29 juni 1999, är en svensk politiker (socialdemokrat). Hon är ordinarie riksdagsledamot sedan 2022, invald för Hallands läns valkrets.
Birinxhiku är uppväxt i Falkenberg. Hon har varit engagerad i Sveriges socialdemokratiska ungdomsförbund (SSU). Birinxhiku har en juristexamen.
Hon var riksdagens yngsta ledamot när hon tillträdde 23 år gammal. I riksdagen är hon suppleant i näringsutskottet och EU-nämnden.